# Schatzamt
Ein Schatzamt ist eine staatliche Behörde, die das Vermögen eines Staates verwaltet. Schatzämter verschuldeter Staaten verwalten die Schulden eines Staates (Staatsschulden), d. h., sie sorgen für pünktliche Zinszahlungen, Rückzahlung von Krediten bei Fälligkeit und Herausgabe neuer Staatsanleihen. Oft ist das Schatzamt eines Landes Teil des jeweiligen Finanzministeriums und damit dem jeweiligen Finanzminister unterstellt.   

## Deutschland, Österreich, Schweiz
- Die Bundeswertpapierverwaltung (BWpV), ehemals Bundesschuldenverwaltung (BSV), war eine deutsche Bundesbehörde. Sie ging im August 2006 in der Deutschen Finanzagentur auf.
- Österreich: Österreichische Bundesfinanzierungsagentur GmbH (OeBFA)
- Die Bundestresorerie ist das dem Eidgenössischen Finanzdepartement unterstellte schweizerische Schatzamt

## Übrige Länder
- Belgien: Agence de la Dette/Agentschap van de Schuld (englisch Belgian Debt Agency)
- Frankreich: Agence France Trésor
- Vereinigtes Königreich: HM Treasury, geleitet vom Lord High Treasurer
- Irland: National Treasury Management Agency
- Israel: Misrad ha-'Ōtzar (hebräisch מִשְׂרַד הָאוֹצָר /, deutsch ‚Schatzamt‘)
- Italien: Dipartimento del Tesoro
- Spanien: Tesoro Público
- Vereinigte Staaten: Department of the Treasury

## Historische Schatzämter
- Das Reichsschatzamt war die oberste Finanzbehörde im Deutschen Kaiserreich. Im Jahre 1919 wurde das Reichsschatzamt vom neu gegründeten Reichsministerium der Finanzen abgelöst.

## Sonstiges
Im Zuge der 2009 allgemein bewusstgewordenen Staatsschuldenkrise im Euroraum finden die Aktivitäten von Schatzämtern mehr öffentliche Beachtung bzw. Berichterstattung der Medien als früher.  
Ein Beispiel: Die Parlamentswahlen in Italien 2013 am 24./25. Februar ergaben ein Patt im Senat, relativ wenige Stimmen für das Bündnis von Mario Monti und unerwartet viele für das von Berlusconi. Die Aufmerksamkeit von Börsen, Finanzmarktteilnehmern und Politikern anderer Länder richtete sich darauf, zu welchen Zinssätzen das Dipartimento del Tesoro bei den Rückwärts-Versteigerungen neue italienische Staatsanleihen platzieren konnte und ob die Neuverschuldung in geplanter Höhe gelang (Näheres im Abschnitt „Reaktionen“).